# Тетрафторобериллат калия
Тетрафтороберилла́т ка́лия — неорганическое соединение, 
комплексная соль металлов бериллия, калия и плавиковой кислоты с формулой K2[BeF4] (иногда записывают как 2KF·BeF2),
бесцветные кристаллы,
растворяется в воде.

## Получение
- Сплавление фторидов калия и бериллия:

{\displaystyle {\mathsf {2KF+BeF_{2}\ {\xrightarrow {T}}\ K_{2}[BeF_{4}]}}}
- Действие плавиковой кислоты на смесь гидроксида бериллия и карбоната калия:

{\displaystyle {\mathsf {K_{2}CO_{3}+Be(OH)_{2}+4HF\ {\xrightarrow {}}\ K_{2}[BeF_{4}]+CO_{2}\uparrow +3H_{2}O}}}

## Физические свойства
Тетрафторобериллат калия образует бесцветные кристаллы ромбической сингонии, пространственная группа P nam, параметры ячейки a = 0,727 нм, b = 0,9896 нм, c = 0,5693 нм, Z = 4.
Растворяется в воде,
не растворяется в этаноле.